# ON THE ROAD '96 "Tender is the night"
ON THE ROAD '96 "Tender is the night"（オン・ザ・ロード1996 テンダー・イズ・ザ・ナイト）は、1996年11月16日から1997年4月16日にかけて開催された浜田省吾のコンサートツアーである。

## 概要
1996年11月11日に発売された3年ぶりのオリジナル・アルバム『青空の扉 〜THE DOOR FOR THE BLUE SKY〜』を引っ提げてのアリーナツアー。11都市29公演が行われ、チケットはすべてソールドアウトとなった。冬季ツアーのため北海道の会場がスケート場になっておりコンサートで使用できなかったが、浜田の意向により春に追加公演が組まれた。
なお、サブタイトルの「Tender is the night」はF・スコット・フィッツジェラルドの小説夜はやさしのタイトルからの引用である。時代の空気やイメージから付けられた。

## セットリスト
【参考】1996年11月29日、国立代々木競技場第一体育館公演のセットリスト
1. BE MY BABY
2. HELLO ROCK & ROLL CITY
3. 二人の絆
4. 恋は魔法さ
5. 今夜こそ
6. WHAT'S THE MATTER, BABY?
7. 君がいるところがMy Sweet Home
8. 夏の終り
9. 彼女はブルー
10. あれから二人
11. 星の指輪
12. とらわれの貧しい心で
13. 我が心のマリア
14. MONEY
15. 境界線上のアリア
16. 詩人の鐘
17. J.BOY
18. MAINSTREET

アンコール
1. さよならゲーム
2. モダンガール
3. ラストショー
4. A PLACE IN THE SUN
5. 青空のゆくえ

## 日程
| 日付           | 地区   | 会場                       | 備考     |
| -------------- | ------ | -------------------------- | -------- |
| 1996年11月16日 | 三重   | 三重県営サンアリーナ       |          |
| 1996年11月20日 | 横浜   | 横浜アリーナ               |          |
| 1996年11月21日 | 横浜   | 横浜アリーナ               |          |
| 1996年11月26日 | 東京   | 国立代々木競技場第一体育館 |          |
| 1996年11月27日 | 東京   | 国立代々木競技場第一体育館 |          |
| 1996年11月29日 | 東京   | 国立代々木競技場第一体育館 |          |
| 1996年11月30日 | 東京   | 国立代々木競技場第一体育館 |          |
| 1996年12月11日 | 大阪   | 大阪城ホール               |          |
| 1996年12月12日 | 大阪   | 大阪城ホール               |          |
| 1996年12月14日 | 大阪   | 大阪城ホール               |          |
| 1996年12月15日 | 大阪   | 大阪城ホール               |          |
| 1996年12月21日 | 名古屋 | 名古屋レインボーホール     |          |
| 1996年12月22日 | 名古屋 | 名古屋レインボーホール     |          |
| 1996年12月24日 | 名古屋 | 名古屋レインボーホール     |          |
| 1996年12月25日 | 名古屋 | 名古屋レインボーホール     |          |
| 1996年12月28日 | 福井   | サンドーム福井             |          |
| 1997年1月7日   | 仙台   | 仙台市体育館               |          |
| 1997年1月8日   | 仙台   | 仙台市体育館               |          |
| 1997年1月14日  | 広島   | グリーンアリーナ           |          |
| 1997年1月15日  | 広島   | グリーンアリーナ           |          |
| 1997年1月18日  | 福岡   | マリンメッセ福岡           |          |
| 1997年1月19日  | 福岡   | マリンメッセ福岡           |          |
| 1997年1月21日  | 福岡   | マリンメッセ福岡           |          |
| 1997年1月29日  | 横浜   | 横浜アリーナ               |          |
| 1997年1月30日  | 横浜   | 横浜アリーナ               |          |
| 1997年2月5日   | 沖縄   | 沖縄コンベンションセンター |          |
| 1997年2月6日   | 沖縄   | 沖縄コンベンションセンター |          |
| 1997年4月12日  | 北海道 | 真駒内アイスアリーナ       | 追加公演 |
| 1997年4月13日  | 北海道 | 真駒内アイスアリーナ       | 追加公演 |